# Greaser

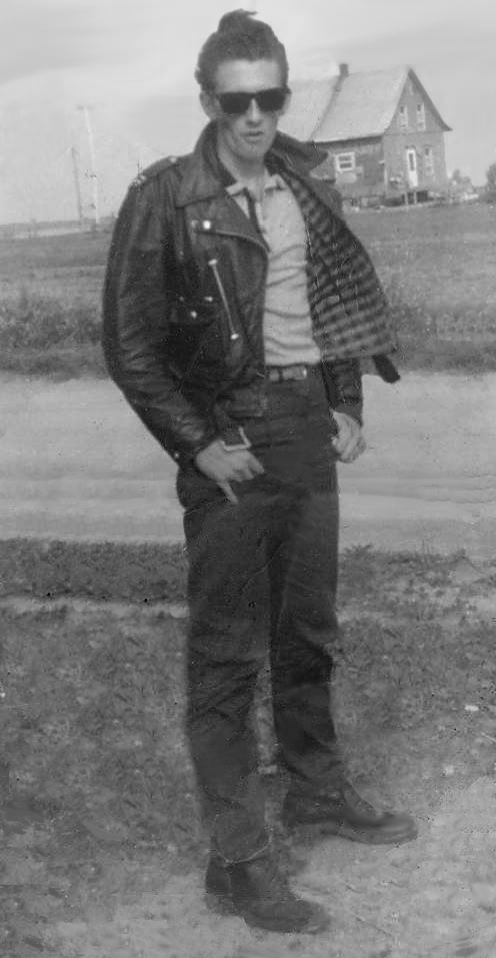
Un greaser in Québec negli anni sessanta

Greasers è una subcultura dei giovani della classe operaia o del 
ceto basso originatasi soprattutto negli Stati Uniti negli anni cinquanta e durata fino perlomeno alla metà degli anni sessanta. La subcultura era diffusa particolarmente tra i giovani urbani italoamericani e ispanoamericani.

## Origini
Il nome deriva dall'inglese greased ("unto"), con riferimento ai capelli unti di brillantina per portarli all'indietro. Lo stile Pompadour dei capelli venne imitato da numerosissimi giovani in segno di ribellione al sistema: questi giovani venivano definiti teppisti.
I membri di subculture rivali, come ad esempio gli skinhead, usavano riferirsi ai greaser semplicemente come grease ("grasso", "unto").

## Stile
Lo stile greaser adottava numerosi indumenti di origine italiana (magliette, scarpe, coltello a serramanico): questo probabilmente perché greaser era il nome dato negli Stati Uniti agli immigrati italiani.
Il guardaroba di un appartenente alla subcultura greaser contemplava:
- Bandana.
- T-shirt bianche o nere, da portare con le maniche arrotolate.
- Canottiere.
- Blazer nero o marrone.
- Giubbino in jeans o in pelle.
- Levi's 501 o 505, con risvolti piegati all'insù per circa 10 cm nella parte finale.
- Stivali da motociclista, brothel creeper o Converse All Stars.

Quando l'essere greaser divenne una moda, i vestiti (in particolar modo i pantaloni) cominciarono ad essere proposti anche in colori più vivaci.
Molto comuni durante i tardi anni cinquanta, in special modo fra i maschi, erano i tatuaggi, che, uniti all'abitudine di portare con sé un coltello a serramanico, davano alla persona un aspetto tendenzialmente rude e selvaggio.

## Revival
La subcultura, dopo un periodo di quiescenza, parve riapparire negli USA negli anni settanta, quando gli ex-rappresentanti del movimento greaser rivestirono i loro panni e parteciparono anch'essi al grande revival dei movimenti dei decenni precedenti.

## Greaser nella cultura di massa
Sono stati numerosi i film e gli spettacoli teatrali in cui la subcultura è protagonista o parte integrante:
- Grease, musical del 1971
- American Graffiti (1973)
- Grease (1978) e il suo seguito Grease 2
- The Wanderers - I nuovi guerrieri (1979)
- I ragazzi della 56ª strada (1983)
- La banda di Eddie (1983)
- Cry Baby (1990)
- Una vita al massimo (1993)
- Quando l'amore brucia l'anima (2005)
- Indiana Jones e il regno del teschio di cristallo (2008)

La subcultura viene inoltre citata nella fortunata serie televisiva Happy Days (1974-1984).
I greaser (tradotti erroneamente come "grezzi") sono infine una delle sei bande presenti nella scuola del videogioco Bully (2006).

## Nel mondo
La subcultura ha avuto seguito principalmente in America, ma anche negli altri Paesi c'è stata l'ascesa di fenomeni similari.
- Ad esempio, negli anni cinquanta e sessanta, in Gran Bretagna, si ebbe il fenomeno dei rockers, assai simili ai greaser: il termine "greaser" divenne familiare agli inglesi solo negli anni settanta, quando divennero popolari gli Hells Angels californiani e la cultura hippy.
- In Australia e Nuova Zelanda vi furono i Bodgies.
- In Norvegia e Svezia vi furono i Raggare.
- In Sudafrica e Madagascar vi furono i Ducktails.
- In Francia i Blousons Noirs.
- Nei Paesi Bassi e Belgio vi furono i Nozem.
- In Irlanda i Nadsack.
- In Germania, Polonia, Repubblica Ceca e Svizzera gli Halbstarke.